# Wisznu

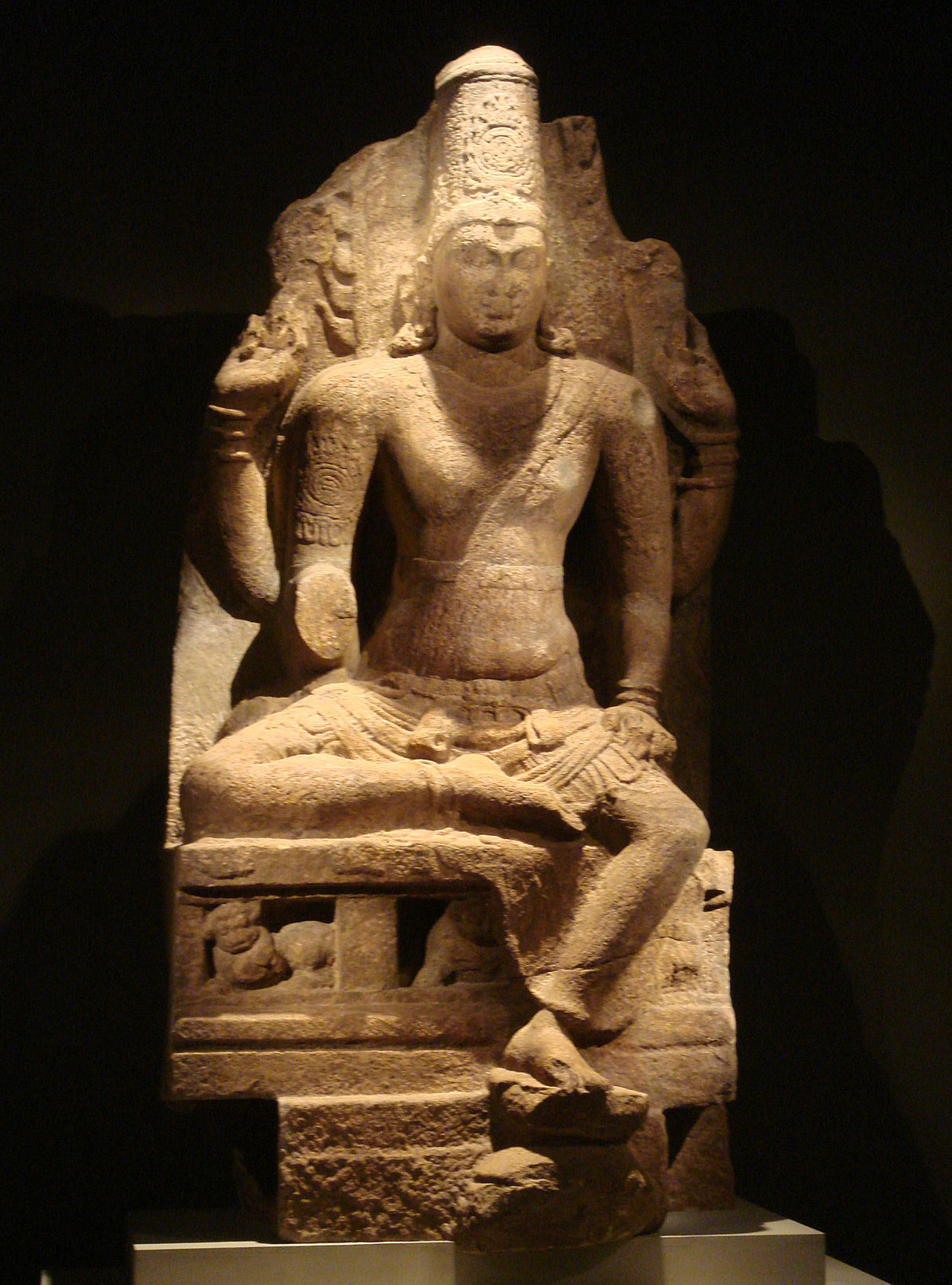
Wisznu

Wisznu (sanskryt i hindi: विष्णु, IAST: Viṣṇu) – jeden z najpopularniejszych dewów w hinduizmie, jedyny hinduski bóg czczony w wisznuizmie (największym wyznaniu hinduistycznym). Jeden z Trimurti (trójcy hinduistycznej) tworzonej wraz z Brahmą i Śiwą. Symbolizuje utrzymujący aspekt boga, najczęściej identyfikowany z dwoma swoimi awatarami: Kryszną i Ramą.

## Recepcja w teologii i filozofii wisznuickiej
Wisznu jest bóstwem wszechobejmującym (zawierającym wszystko), określany mianem purusza lub mahapurusza, paramatma (dusza nadrzędna), jest tym, który zawiera w sobie wszystkie dusze. W podaniu o narodzinach Kryszny demiurg Brahma tak oto zwraca się do Wisznu:
O Ty, którego sztuka różni się od świętych pism, dwojaki w swej naturze, posiadający formę, jak i bez formy; dwojaki również w mądrości: egzoterycznej, ezoterycznej, ostateczny w kresie ich obu; najmniejszy z najmniejszych i największy z największych, wszechwiedzący i przenikający duchu sztuk i mowy: niedostrzegalny, nieopisany, niepojęty, czysty, nieskończony i wieczny, bez imienia; który słyszysz bez uszu, który widzisz bez oczu, który poruszasz się bez stóp, który chwytasz bez dłoni, który znasz wszystko i sztukę nieznaną przez nikogo; wspólny ośrodku wszystkich rzeczy, w którym wszystko istnieje! Jak ogień, który choć jeden, przemienia się na wiele sposobów, tak i Ty, o Władco, którego sztuka rządzi wszystkimi zjawiskami. Twa sztuka włada odwiecznym stanem zrodzonym przez mądrość i oko wiedzy. Nie ma nic oprócz Ciebie, Władco. Nieskażona strachem, gniewem, pożądaniem, zmęczeniem czy niechęcią, sztuka Twa zarówno indywidualna, jak i powszechna, niezależna i bez początku. Niepodległy konieczności, przyjmujesz formy ani bez żadnej przyczyny, ani z jakiejś przyczyny. Chwała Tobie, przenikającemu cały wszechświat, o tysiącu formach, tysiącu ramionach, wielu obliczach, wielu stopach, którego sztuką natura, rozum, świadomość, a nawet ich duchowe źródło! Patrzaj na ziemię i okaż swą przychylność. Patrzaj na nas wszystkich, bogów gotowych spełnić Twą wolę. Rozkaż tylko – my czekamy.
Wisznu posiada sześć doskonałości, mianowicie:
- wiedzę
- majętność
- siłę
- sławę
- piękno
- wyrzeczenie

## Ekspansje
Wisznu najpierw inkarnuje jako trzy puruszawatary (ekspansje):
- Mahawisznu, czyli Karanodakaśaji awatara – jako stwórca materialnych wszechświatów;
- Garbhodakaśaji awatara – obecny w każdym z wszechświatów;
- Ksirodakaśaji awatara[2] (lub Paramatma czy Naddusza) – obecny w każdym sercu i każdej części stworzenia.

### Energie
Energie Kryszny również mogą zostać podzielone na trzy:
- energia myślenia
- czucia
- działania

Kiedy przejawia On Swoją energię myślenia, jest On Najwyższym Panem.
Kiedy przejawia Swoją energię czucia, jest Panem Wasudevą.
Kiedy przejawia Swoją energię działania, jest Sankarsaną Balaramą.
Bez Jego myślenia, czucia i działania stworzenie nie mogłoby zaistnieć. Chociaż w świecie duchowym nie ma stworzenia – gdyż tamtejsze planety nie mają początku – to istnieje stworzenie w świecie materialnym. Jednakże w każdym przypadku, światy zarówno duchowe, jak i materialne, są manifestacjami energii działania, w których Kryszna działa w formie Sankarsany i Balaramy.

### Reprezentacje Narajana
W Siddharthasanhicie znajduje się opis dwudziestu czterech form Wisznu, i formy te są nazywane odpowiednio do pozycji symbolicznych reprezentacji w ich czterech rękach. Kiedy ktoś opisuje pozycję przedmiotów w rękach Wisznumurti, powinien rozpocząć od niższej prawej ręki, następnie posuwać się do wyższej prawej ręki, wyższej lewej ręki, i w końcu do niższej lewej ręki. W ten sposób, Wasudewa może zostać opisany jako reprezentowany przez:
- buławę,
- konchę,
- dysk,
- kwiat lotosu.

Dla przykładu Sankarsana jest reprezentowany przez buławę, konchę, kwiat lotosu, i dysk. Pradjumna natomiast jest reprezentowany przez dysk, konchę, buławę i kwiat lotosu. Aniruddha jest reprezentowany przez dysk, buławę, konchę i kwiat lotosu.
W niebie duchowym jest dwadzieścia reprezentacji Narajana, i są one opisane w następujący sposób:
- Keśawa (kwiat, koncha, dysk, buława)
- Narajana (koncha, kwiat, buława i dysk)
- Madhawa (buława, dysk, koncha, i kwiat)
- Gowinda (dysk, buława, kwiat i koncha)
- Wisznumurti (buława, kwiat, koncha i dysk)
- Madhusudana (dysk, koncha, kwiat i buława)
- Triwikrama (kwiat, buława, dysk i koncha)
- Wamana (koncha, dysk, buława i kwiat)
- Śridhara (kwiat, dysk, buława i koncha)
- Hrszikeśa (buława, dysk, kwiat i koncha)
- Padmanabha (koncha, kwiat, dysk i buława)
- Damodara (kwiat, dysk, buława i koncha)
- Puruszottama (dysk, kwiat, koncha i buława)
- Aćjuta (buława, kwiat, dysk i koncha)
- Narasinha (dysk, kwiat, buława i koncha)
- Dźanardana (kwiat, dysk, koncha i buława)
- Hari (koncha, dysk, kwiat i buława)
- Kryszna (koncha, buława, kwiat i dysk)
- Adhokszaja (kwiat, buława, koncha i dysk) i
- Upendra (koncha, buława, dysk i kwiat)[3].

## Ikonografia
Przedstawiany jako czteroramienny przystojny mężczyzna o błękitnej skórze. Nosi złotą szatę, a na jego piersi widnieje znak śriwatsa i klejnot kausthubha. Jego atrybutami są koncha (śankha), dysk (ćakra), maczuga (gada) i lotos (padma). Wisznu często pojawia się w sztuce na zwojach otchłannego węża Ananty, którego imię znaczy tyle, co Niekończący się; z zamkniętymi oczami podróżuje bóg po kosmicznym oceanie mlecznym, w towarzystwie pięciu braci Pandawów (bohaterów Mahabharaty) i ich żony Draupadi. Według takiego przedstawienia wymienione postaci ludzkie są obiektem marzenia sennego Wisznu, stąd też bóg ten nazywany jest niekiedy Cudownie śniącym.
Siedzibą Wisznu jest planeta (loka) Wajkuntha.

## Rodzina i postacie powiązane
Jego żona to Lakszmi, a ulubionym wierzchowcem (wahaną) jest olbrzymi orzeł z ludzkim tułowiem – Garuda.

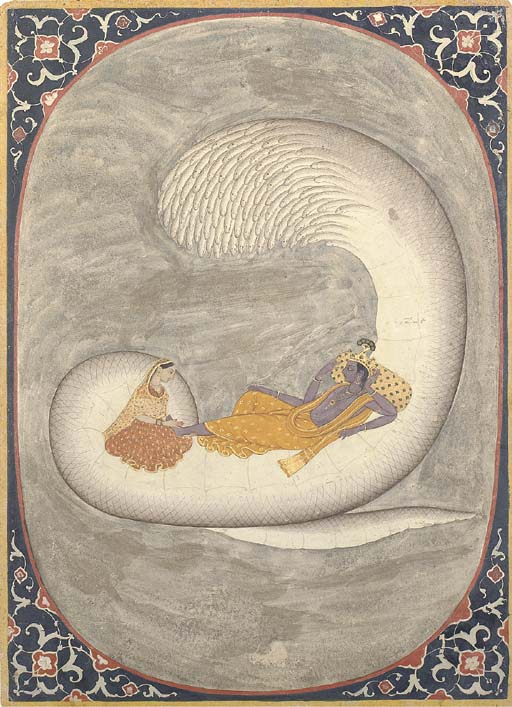
Wisznu i tysiącgłowy wąż Ananta. Postacią masującą stopy bóstwu jest Lakszmi.

## Rozwój Wisznu jako obiektu kultu

### Geneza Wisznu
Nie jest wiadome kiedy rozpoczął się kult Wisznu. W Wedach i informacjach nt. wierzeń Ariów, Wisznu jest wymieniany jako pomniejszy dewa solarny, zwykle w towarzystwie Indry. Jego znaczenie wzrosło w okresie braminizmu. Inni czczeni dewowie – mianowicie Wasudewa (charakteryzujący się przede wszystkim dharmicznym postępowaniem) i Narajana (ukazywany jako leżący na wężu nieskończoności – Ananta Śesza – podobnie jak obecnie często się przedstawia Wisznu) połączyli się w jedną postać z Wisznu, a rola tego ostatniego znacznie się zwiększyła.

### Wisznu jako bóg jedyny
Później Wisznu stał się częścią Trimurti i jednym z najważniejszych bóstw hinduizmu; przez jego wyznawców – wisznuitów uważany jest za boga jedynego. W okresie Puran powstało dużo opowieści o Wisznu. Największy epos i dzieło literackie świata – Mahabharata opisuje dzieje jego ósmej inkarnacji – Kryszny (ma też inne wątki); inny wielki epos Indii – Ramajana skupia się na jego siódmym zstąpieniu - Ramie. W II wieku p.n.e. powstali bhagawatowie – wczesno-bhaktyjski odłam wisznuicki oraz pańczaratrowie – inna szkoła wisznuicka. Od ósmego wieku n.e. rozwijało się intensywnie wisznuickie bhakti jako religijność emocjonalna. W ósmym wieku wielkimi przedstawicielami tego było dwunastu alwarów – świętych-śpiewaków-poetów tworzący dewocyjną poezję radośnie czczącą Wisznu oraz opisującą emocjonalny związek bhakty z nim. Ruch Wisznu-bhakti kwitł w średniowieczu we wielu częściach Indii i otrzymał podbudowę filozoficzno-teologiczną, a to za sprawą wybitnych myślicieli takich jak Ramanudźa, Madhwa, Wallabha, Nimbarka, Ćajtanja Mahaprabhu. Obecnie odgrywa bardzo ważną rolę w życie Hindusów i rozwija się we wielu innych krajach, w tym na Zachodzie.

## Awatary
Celem zstąpienia do materialnego świata w postaci awatara jest wyzwolenie swoich wielbicieli i ukaranie niegodziwców. Zawsze, kiedy tylko i gdzie tylko zamierają praktyki religijne, i zaczyna szerzyć się bezbożność, Wisznu zstępuje osobiście. Jego misją jest również odnowienie zasad religii. Awatara przychodzi w każdym milenium.
Awatary odgrywają ogromną rolę w jego kulcie.
Liczba awatarów Wisznu bywa podawana różnie:
- sześć inkarnacji Wisznu[6]
- często przyjmuje się, że objawia się on na Ziemi w dziesięciu awatarach
- dwanaście zstąpień Wisznu[7]
- szesnaście inkarnacji Wisznu[6]
- wymienia się też liczby 22 i 25
- „nieskończona liczba” awatarów.

Często wielbiony jest w formie któregoś z nich.

### 10 awatarów Wisznu
- Matsja, ryba; uratował w tej postaci świat przed potopem
- Kurma, żółw; kontynuował dzieło swego poprzednika
- Waraha, dzik; uratował Ziemię przed złym asurą (demonem), który zaniósł planetę Ziemię na dno oceanu
- Narasinha, człowiek-lew (nara – człowiek, sinha – lew); uratował wszechświat przed demonem Hirakanjaśipu, który zmusił wszystkie istoty, oprócz swego syna Prahlady, do oddawania mu (Hirakanjaśipu) czci. Narasimha przywrócił wszechświatowi prawdziwą religię i zabił Hirakanjaśipu
- Wamana, bramin, karzeł, robiąc stopą dziurę w okrywie Wszechświata – Brahmandzie – stworzył rzekę Ganges
- Paraśurama, Rama z toporem
- Rama, Ramaćandra, książę i król Ajodhji, drugie najistotniejsze wcielenie Wisznu; był uosobieniem wszelkiej cnoty i prawości. Główną jego misją było pokonanie złych demonów i podtrzymanie religii.
- Kryszna – najważniejszy awatara Wisznu. Żył na wsi jako pasterz krów, potem został władcą miasta Dwaraka. Pomagał Pandawom w wojnie Kurukszetra (choć sam nie brał w niej udziału), wygłosił Bhagawadgitę (jeden z najważniejszych świętych tekstów hinduizmu), uratował wielu ludzi przed negatywnymi energiami kalijugi, czyli ery najgorszego upadku moralnego.
- Budda (zwany „Zwodzicielem”). Istnieje spór co do misji jaką odegrał/miał odegrać, według niektórych interpretacji[według kogo?] jego rolą było zakazanie ofiar ze zwierząt i wypróbowanie siły wiary w boga, lub awatarą był Balarama (brat Kryszny). Większość hinduistów uważa, że dziewiątym awatarą był nie Balarama, lecz Budda.
- Kalkin („wieczność” lub „czas” lub „niszczyciel wszelkiej niegodziwości”), który oczekiwany jest pod koniec kalijugi – obecnie trwającej epoki. Wyobrażany jako jeździec na białym koniu, ma zniszczyć zło, i doprowadzić nas do kritajugi (ery najwyższej moralności). Część hinduistów uważa, że ta inkarnacja już nastąpiła.

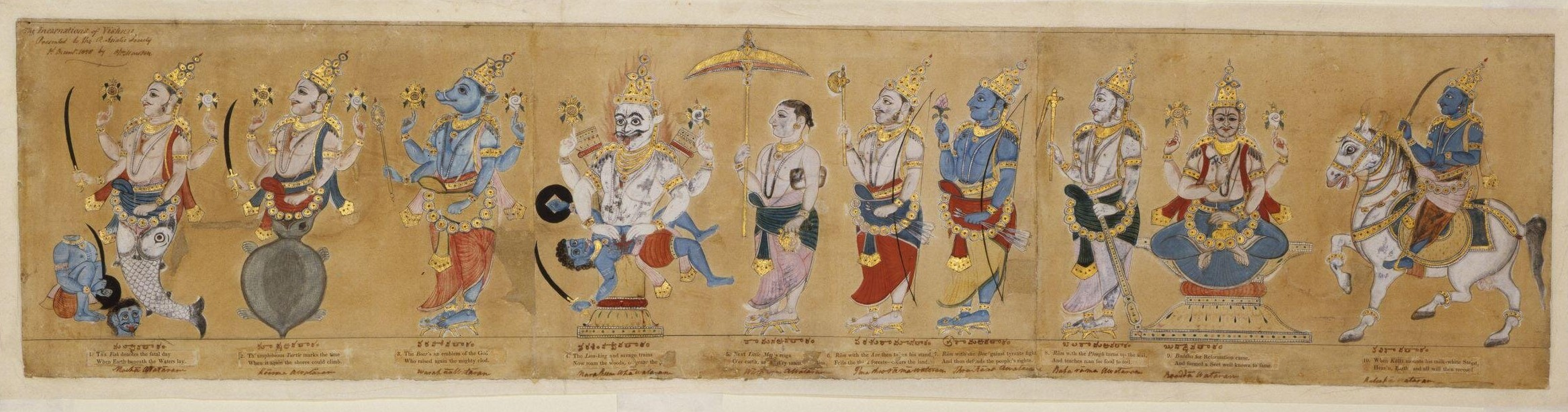
Dziesięć awatarów Wisznu (XIX w.)

## Imiona
Podobnie jak wszystkie hinduskie dewy i dewi, Wisznu ma wiele imion, prawdopodobnie więcej niż każde inne. Są one zebrane w Wisznu sahaśranama (tysiąc imion Wisznu), będącym częścią Mahabharaty. Czternaście poniższych imion Wisznu ma szczególne znaczenie:
- Aćjuta
- Ananta
- Keśawa
- Narajana
- Madhawa
- Gowinda
- Madhusudana
- Triwikrama
- Wamana
- Aridhara
- Hriśikeśa
- Padmanabha
- Damodara

Inne ważne imiona to:
- Gopala
- Wasudewa
- Anantasajana